# Lahmia kunzei
Lahmia kunzei är en lavart som först beskrevs av Flot., och fick sitt nu gällande namn av Körb. 1861. Lahmia kunzei ingår i släktet Lahmia och familjen Lahmiaceae.  Arten är reproducerande i Sverige. Inga underarter finns listade i Catalogue of Life.